# Michele Della Maggiora
Michele Della Maggiora, noto anche con lo pseudonimo di Piediacci (Lucca, 17 dicembre 1898 – Ponte Buggianese, 18 ottobre 1928), è stato un antifascista italiano, comunista, divenuto un caso internazionale in quanto primo condannato a morte del Tribunale Speciale fascista.

## Biografia
Nato in una povera famiglia di braccianti, durante la prima guerra mondiale venne catturato dagli austriaci a Caporetto. Nel corso della guerra contrasse la tubercolosi e subì l'amputazione di alcune dita dei piedi per congelamento, da qui il soprannome di Piediacci (piedi ghiacciati)

Nel biennio rosso partecipò alle dure contrapposizioni sociali tra braccianti (sostenuti dal Partito Socialista Italiano) ed agrari (sostenuti dal nascente fascismo)

Nel 1923 espatriò clandestinamente a Marsiglia dove si avvicinò ad ambienti comunisti. Nel 1927, per l'aggravarsi della tubercolosi, fu costretto a rientrare in Italia. Arrestato alla frontiera e posto sotto sorveglianza in quanto sovversivo, Della Maggiora venne inviato con foglio di via a Ponte Buggianese.
Qui, dopo un breve ricovero nel reparto tubercolotici dell'ospedale di Pescia si trovò ridotto nella miseria più nera. Le sempre più gravi condizioni di salute gli impedivano di lavorare, mentre soffriva un vero e proprio ostracismo sociale per il suo rifiuto di sottomettersi al regime, il podestà gli negava ogni aiuto e i fascisti gli infliggevano ogni sorta di umiliazioni

Costretto ormai a vivere della carità pubblica, con il vino come unico conforto, maturò propositi di vendetta. Il 16 maggio 1928, Della Maggiora, armato di una pistola che aveva avuto dall'amico comunista Bruno Spadoni, vagò per il paese uccidendo i primi due fascisti che incontrò: il sarto Gino Moschini e il barrocciaio Giovanni Buonamici.

## Il processo
Il duplice omicidio assunse subito un'importanza politica ben superiore alla realtà dei fatti. Mentre la stampa italiana esaltava i martiri fascisti, Mussolini pretese una punizione esemplare. Il Tribunale speciale fascista avocò a sé il caso sottraendolo alla Corte di Assise di Lucca, competente per questi reati. Della Maggiora venne accusato di "strage per attentare alla sicurezza dello Stato", in pratica di aver tentato di scatenare con il suo gesto una rivolta popolare.

Il processo venne celebrato a Lucca dal 13 al 17 ottobre. Era la prima volta che il Tribunale speciale si riuniva fuori Roma. 

L'unico ostacolo ad una sentenza di morte che appariva già scritta furono gli scrupoli del Pubblico Ministero Carlo Baratelli che, pur fascista, si illudeva "di poter conservare la sua indipendenza di giudizio sui banchi del Tribunale di Mussolini". Baratelli - già «capo Ufficio legale e disciplinare della Milizia» - era convinto che non sussistessero i presupposti giuridici del reato di strage (unico che poteva giustificare la pena capitale) e voleva derubricare l'imputazione a duplice omicidio senza premeditazione (l'imputato aveva agito in evidente stato di ubriachezza). Dopo un aspro alterco il presidente Guido Cristini lo sostituì con Massimo Dessy, che chiese la fucilazione, ottenendola. Del tutto inutile l'intervento dell'avvocato difensore Aristide Manassero (che anzi al termine del processo dovette fuggire scortato dalla polizia per evitare le violenze degli squadristi). Spadoni venne condannato a 18 anni di reclusione per complicità.

## La fucilazione e la nascita del mito
Della Maggiora venne fucilato la mattina del 18 ottobre 1928. Rifiutò i conforti religiosi dicendo al prete "Se Dio c'è i conti li fo quando ci arrivo" e cadde gridando "abbasso il fascismo" ("viva Lenin" secondo altre fonti).

Era la prima condanna a morte comminata dal Tribunale speciale. Se il regime aveva voluto fare di questo caso un esempio contribuì ad alimentare il mito di Della Maggiora che verrà esaltato dal Partito Comunista d'Italia come "un eroe e uno dei suoi martiri più puri L'anarchico Camillo Berneri lo additò ad esempio accomunandolo a Gino Lucetti (il fallito attentatore di Mussolini) ed in tutto il mondo si tennero manifestazioni di protesta contro la fucilazione.

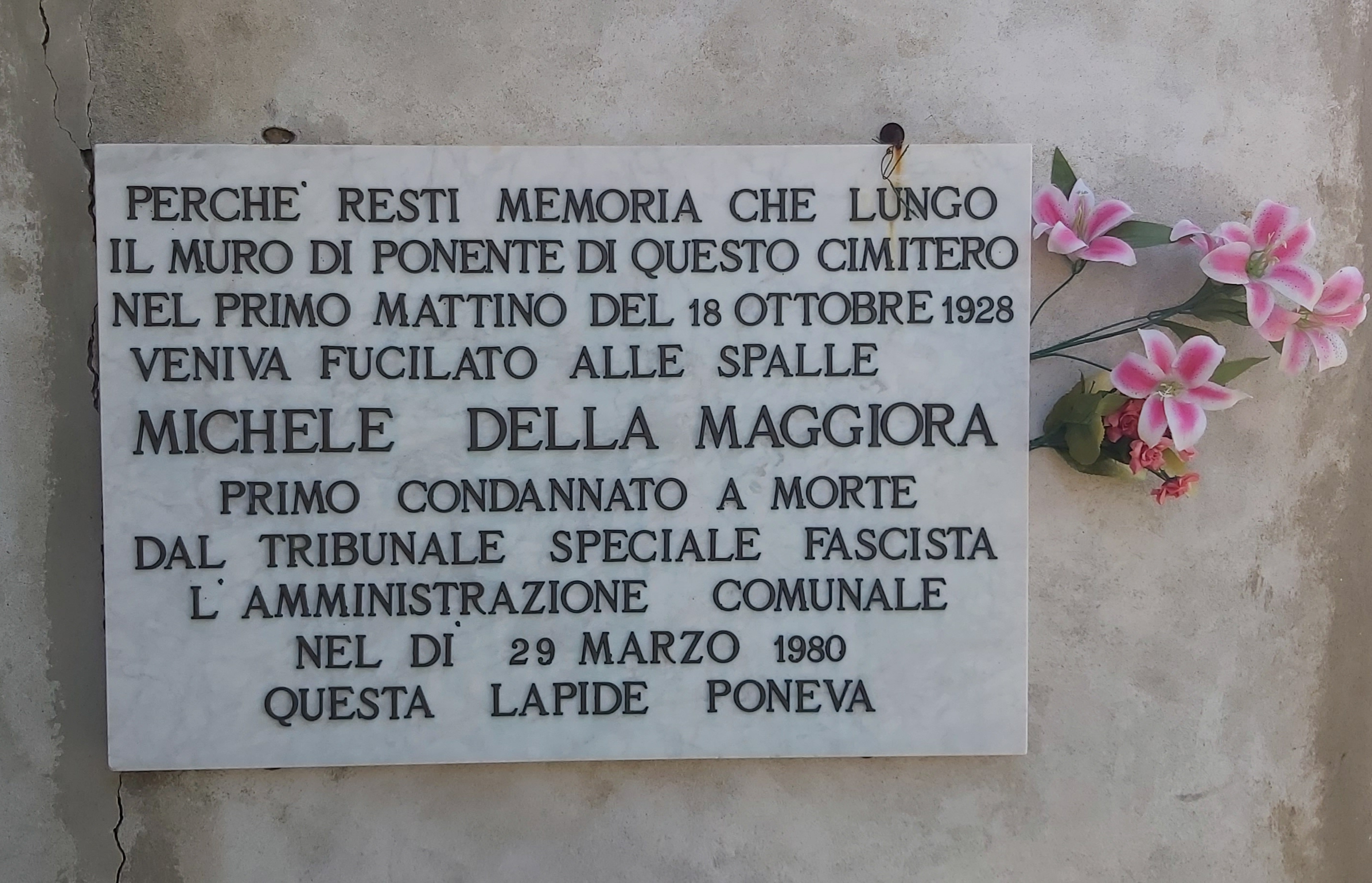
Targa commemorativa della fucilazione nel cimitero di Ponte Buggianese